# 日本福音宣教会
日本福音宣教会（にほんふくいんせんきょうかい、英文名称：Japan Gospel Mission）は愛媛県松山市に本部を置く、キリスト教プロテスタントの聖霊派の団体である。

## 沿革
1956年に万代恒雄の松山市の開拓伝道により、松山福音センターが設立され、1963年に会堂を建設して、国内での伝道牧会だけではなく、海外の活動も始めた。
1986年に本部を松山市に建設して、基督会館を隣接させた。「まことの救い」という番組を全国10局ネットで放送して、1999年6月からラジオ短波でも放送を開始して、環太平洋地域で聴取できるようになった。
1999年4月からは土曜に長男の万代栄嗣のDJとパーソナリティーにより、「イエスYou Can!」（南海放送）の放送が開始された。機関紙「落穂」を中心とした文書伝道も継続している。1987年には、神学校のアンデレ宣教神学院が創立されて教職育成にも取り組んでいる。
1994年に恒雄の没後、現在は栄嗣が代表を務める。